# Günter Riße
Günter Riße (* 1954 in Niederense) ist ein deutscher römisch-katholischer Theologe und ständiger Diakon. Er lehrt als Professor an der Vinzenz Pallotti University in Vallendar. Von 2002 bis 2021 leitete er das Erzbischöfliche Diakoneninstitut in Köln.

## Leben und Ausbildung
Günter Riße wurde 1954 in Niederense im heutigen Kreis Soest geboren. Er machte am Clemens-Hofbauer-Kolleg in Bad Driburg 1978 das Abitur. Von 1978 bis 1984 studierte er Katholische Theologie an der Rheinischen Friedrich-Wilhelms-Universität Bonn und schloss als Diplom-Theologe 1984 ab.
Günter Riße ist verheiratet und hat vier Kinder.

## Akademischer Werdegang und berufliche Laufbahn
Von 1984 bis 1993 war Riße wissenschaftlicher Mitarbeiter am Seminar für Fundamentaltheologie an der Rheinischen Friedrich-Wilhelms-Universität Bonn. Er promovierte 1989 zum Dr. theol.; der Titel seiner Dissertationsschrift lautete: Gott ist Christus, der Sohn der Maria. Eine Studie zum Christusbild im Koran.
1993 wurde er im Kölner Dom vom damaligen Kölner Weihbischof und späterem Bischof von Würzburg, Friedhelm Hofmann, zum Diakon geweiht. Von 1993 bis 1996 war er hauptamtlicher Diakon im Seelsorgebereich Wachtberg im Rhein-Sieg-Kreis in Nordrhein-Westfalen.
An der Philosophisch-Theologischen Hochschule Vallendar (seit Dezember 2021 Vinzenz Pallotti University) lehrte Günter Riße von 1996 bis 2006 als Honorarprofessor Religionswissenschaft in Verbindung mit Fundamentaltheologie; von 2006 bis 2023 war er dort ordentlicher Professor für Religionswissenschaft und Fundamentaltheologie. 2010 gründete er das Institut für interkulturelle und interreligiöse Begegnung (= IIIB).
Ab 1997 war Günter Riße Studienleiter am Erzbischöflichen Diakoneninstitut in Köln, der Ausbildungsstätte für ständige Diakone für das Erzbistum Köln sowie die Bistümer Essen und Aachen. 2002 wurde er als Nachfolger von Winfried Müller zum Direktor des Diakoneninstituts ernannt. Zu seinem Nachfolger ernannte Erzbischof Rainer Maria Woelki im März 2021 den Düsseldorfer Diakon Frank Zielinski, der die Leitung des Instituts im September 2021 von Riße übernahm.

## Wirken und Ehrungen
2014 erhielt Günter Riße das Bundesverdienstkreuz am Bande für sein Engagement im Bereich der interreligiös-interkulturellen Begegnung. In der Laudatio wurde er als ‚Brückenbauer‘ gewürdigt, den besonders Fragen des Zusammenlebens von Christen und Muslimen in Deutschland immer beschäftigt haben.
Riße war von 2004 bis 2021 Diözesanvorsitzender des Bonifatiuswerks im Erzbistum Köln.

## Auswahl von Mitgliedschaften und weiteren Aufgaben
- Ordentliches Mitglied der Europäischen Akademie der Wissenschaften und Künste, Sektion Theologie und Religionswissenschaft
- Mitglied der Görres-Gesellschaft, Abt. Religionswissenschaft[6]
- Mitglied im Arbeitskreis der Religions- und Missionswissenschaftlers des Internationalen Instituts für Missionswissenschaftliche Forschungen e.V. (= IIMF)
- Diakon im Subsidiarsdienst an der Pfarrei St. Thomas Morus in Bonn

## Auswahl von Publikationen
- Günter Riße: Gott ist Christus, der Sohn der Maria. Eine Studie zum Christusbild im Koran. Hrsg.: Hans Waldenfels. Borengässer, Bonn 1989, ISBN 3-923946-17-1.
- Clemens Kathke, Günter Riße (Hrsg.): Diaspora: Zeugnis von Christen für Christen. 150 Jahre Bonifatiuswerk der Deutschen Katholiken. Bonifatius, Paderborn 1999, ISBN 3-89710-079-7.
- George Augustin, Günter Riße (Hrsg.): Die eine Sendung – in vielen Diensten. Gelingende Seelsorge als gemeinsame Aufgabe in der Kirche. Bonifatius, Paderborn 2003, ISBN 3-89710-222-6.
- Georg Austen, Günter Riße (Hrsg.): Zeig draußen, was du drinnen glaubst! Missionarische Perspektiven einer Diaspora-Kirche. Bonifatius, Paderborn 2009, ISBN 3-89710-449-0.
- Mariano Delgado, Gregor Hoff, Günter Riße (Hrsg.): Das Christentum in der Religionsgeschichte. Perspektiven für das 21. Jahrhundert. Kohlhammer, Stuttgart 2011, ISBN 3-17-022031-4.
- Günter Riße: Der Islam in unserer Welt. Theologische Gedanken an der Grenze der Begegnung von Christentum und Islam. In: Begegnung. Kontextuell-dialogische Studien zur Theologie der Kulturen und Religionen. Band 22. Bonifatius, Paderborn 2015, ISBN 3-89710-588-8.